# Trésor d'argent de Kaiseraugst
 (décembre 2021).
La mise en forme du texte ne suit pas les recommandations de Wikipédia : il faut le « wikifier ».
Les points d'amélioration suivants sont les cas les plus fréquents. Le détail des points à revoir est peut-être précisé sur la page de discussion.
- Les titres sont pré-formatés par le logiciel. Ils ne sont ni en capitales, ni en gras.
- Le texte ne doit pas être écrit en capitales (les noms de famille non plus), ni en gras, ni en italique, ni en « petit »…
- Le gras n'est utilisé que pour surligner le titre de l'article dans l'introduction, une seule fois.
- L'italique est rarement utilisé : mots en langue étrangère, titres d'œuvres, noms de bateaux, etc.
- Les citations ne sont pas en italique mais en corps de texte normal. Elles sont entourées par des guillemets français : « et ».
- Les listes à puces sont à éviter, des paragraphes rédigés étant largement préférés. Les tableaux sont à réserver à la présentation de données structurées (résultats, etc.).
- Les appels de note de bas de page (petits chiffres en exposant, introduits par l'outil «  Source ») sont à placer entre la fin de phrase et le point final[comme ça].
- Les liens internes (vers d'autres articles de Wikipédia) sont à choisir avec parcimonie. Créez des liens vers des articles approfondissant le sujet. Les termes génériques sans rapport avec le sujet sont à éviter, ainsi que les répétitions de liens vers un même terme.
- Les liens externes sont à placer uniquement dans une section « Liens externes », à la fin de l'article. Ces liens sont à choisir avec parcimonie suivant les règles définies. Si un lien sert de source à l'article, son insertion dans le texte est à faire par les notes de bas de page.
- La présentation des références doit suivre les conventions bibliographiques. Il est recommandé d'utiliser les modèles {{Ouvrage}}, {{Chapitre}}, {{Article}}, {{Lien web}} et/ou {{Bibliographie}}. Le mode d'édition visuel peut mettre en forme automatiquement les références.
- Insérer une infobox (cadre d'informations à droite) n'est pas obligatoire pour parachever la mise en page.

Pour une aide détaillée, merci de consulter Aide:Wikification.
Si vous pensez que ces points ont été résolus, vous pouvez retirer ce bandeau et améliorer la mise en forme d'un autre article.

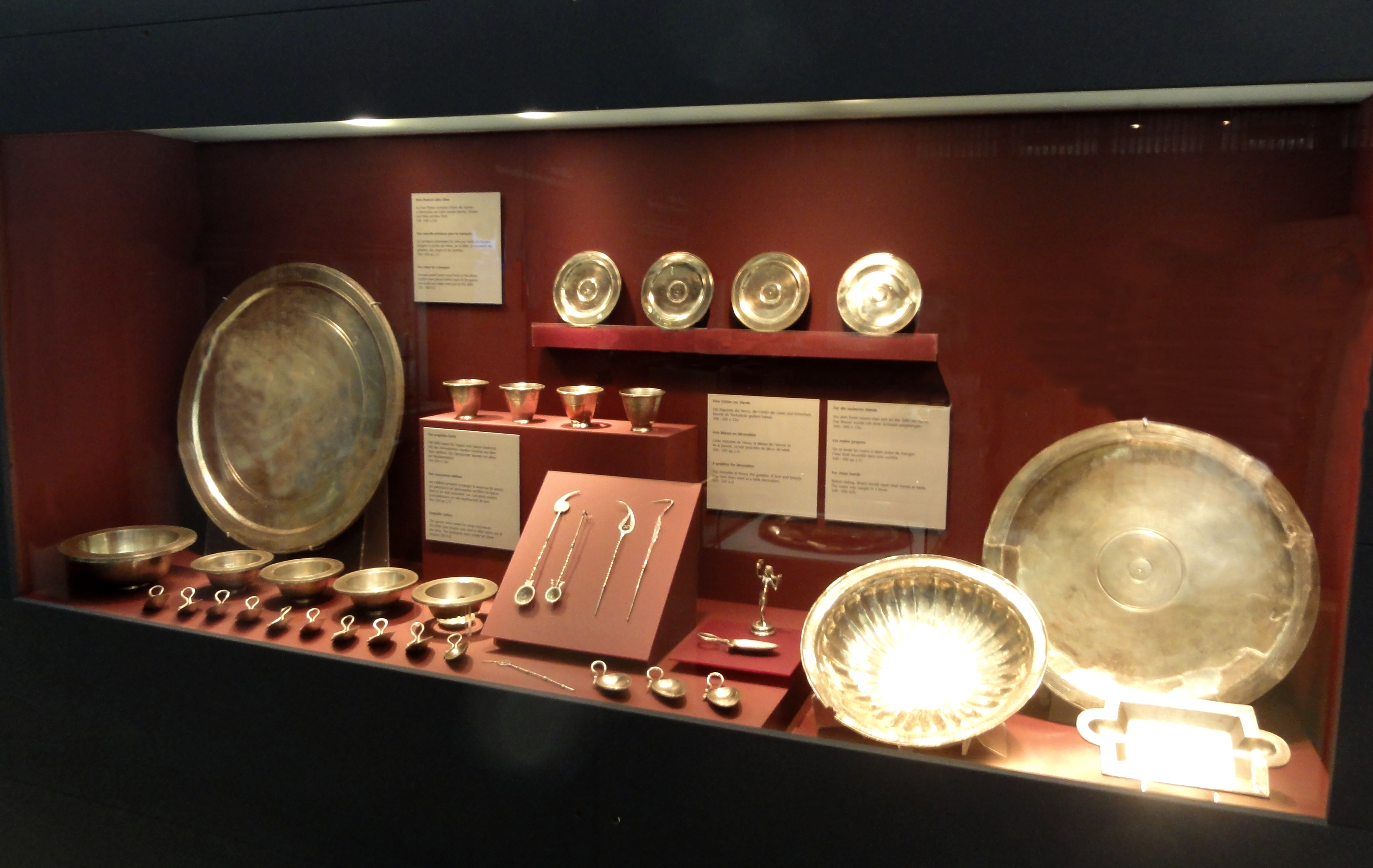
Vitrine avec une partie du trésor.

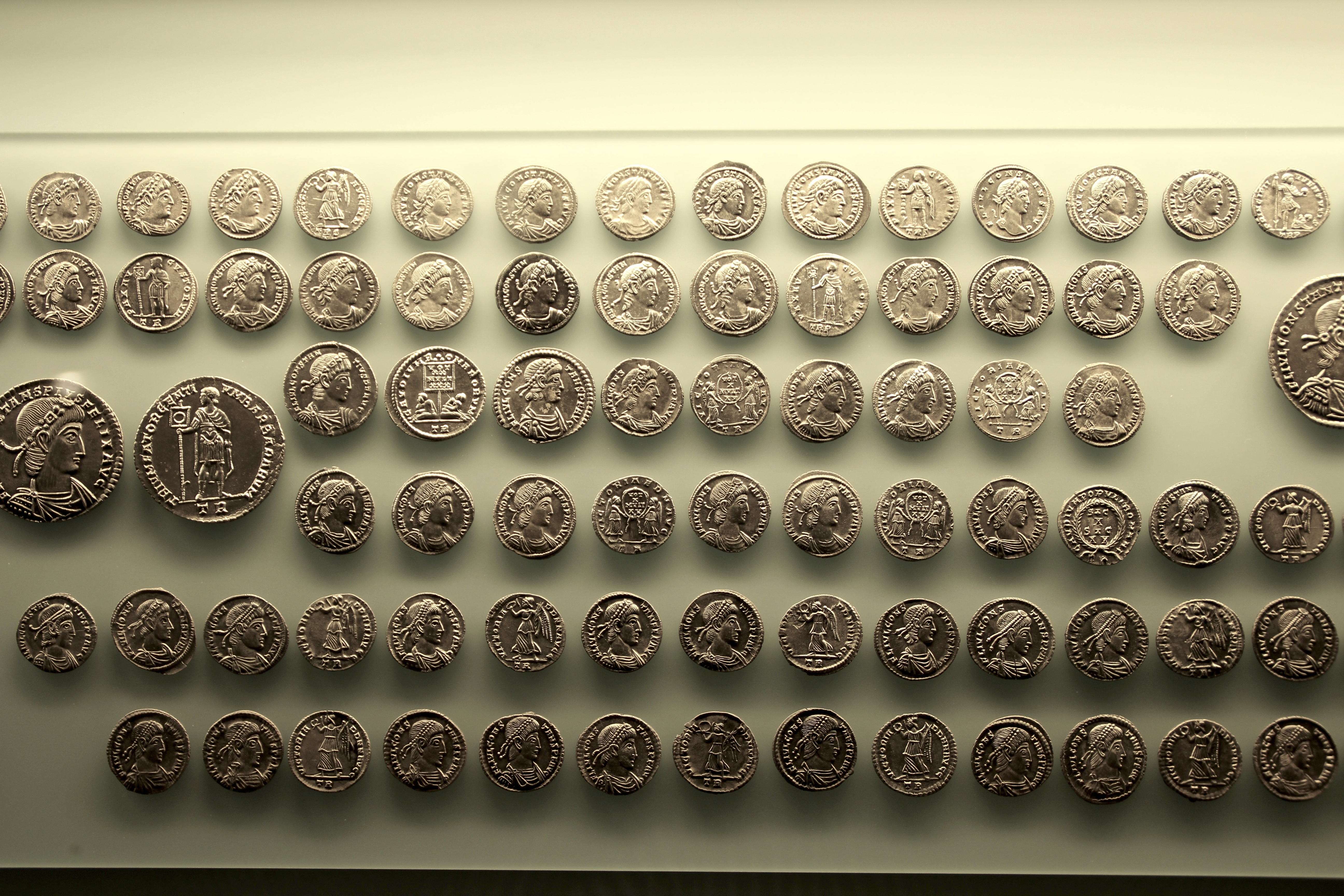
Monnaies du trésor d'argent

Le trésor d'argent de Kaiseraugst se compose de monnaies et pièces d'orfèvrerie trouvées en 1961-1962 dans une fosse à l'intérieur du fort romain de Kaiseraugst (Augusta Raurica) dans le canton d'Argovie en Suisse, complété en 1995 par 18  autres pièces, soit en tout 270 objets. Il a probablement été enfoui au milieu du IVe siècle apr. J.-C. lors du conflit opposant Magnence (350-353) et Constance II. Le trésor comporte plusieurs plats d'argenterie d'apparat finement décorés de motifs aux thèmes variés, mythologiques, architecturaux ou commémoratifs.

## Histoire de la découverte
Au cours de l'hiver 1961, un conducteur de pelleteuse, alors qu'il approfondissait une zone destinée à un gymnase, est tombé sur une "plaque de métal" qu'il a prise pour une cuvette barbier jetée. Peu de temps après, il a commencé à neiger et la trouvaille qui gisait ouvertement a été recouverte de neige. Un mois plus tard, un élève de 12 ans qui jouait a trouvé ici une douzaine d'objets ressemblant à des disques. Il en a pris un et l'a montré à son professeur, qui lui a conseillé de le jeter. Le disque qu'il a ensuite remis dans la fouille était le plateau d'Ariane, l'une des pièces maîtresses du trésor. Peu de temps après, une famille a visité le site. Le père a trouvé un morceau de tôle cabossé, qu'il a frotté et emporté, car il aimait le dessin du milieu. C'était la plaque d'Achille, aujourd'hui la pièce la plus célèbre de la collection. Marie Schmid-Leuenberger, propriétaire de l'auberge voisine "Löwen", a observé l'incident et a noté le numéro de la voiture. Curieuse, elle s'est rendue sur le chantier et a trouvé ce qu'elle cherchait, cinq assiettes qu'elle a prises avec elle, les a lavées soigneusement et les a rangées dans son auberge. 
Quelques jours plus tard, C. E. Bourcart a cherché des tessons romains sur le site et a trouvé un "couvercle cabossé". Comme les lettres romaines (P.ROMOLO) étaient rayées, il a demandé un expert. On lui a parlé de Rudolf Laur-Belart, un pionnier de la recherche sur l'antiquité en Suisse, qui est considéré comme le véritable "découvreur" du trésor d'argenterie de Kaiseraugst. Les travaux de construction se poursuivent en janvier 1962, cette fois sous la supervision de scientifiques. L'aubergiste s'est souvenue des plaques d'étain, a apporté aux chercheurs ses découvertes et a pu retrouver la famille qui avait ramassé des objets à l'aide de la plaque d'immatriculation de leur voiture. 
Au cours de l'été 1995, un notaire a contacté les archéologues. Il avait reçu 18 autres pièces du trésor de la famille d'un client décédé. Cependant, la famille a vendu les six assiettes, plats et bols, pesant en tout 22 kilogrammes, à la seule condition que le propriétaire précédent ne soit pas révélé. La manière dont les 18 objets restant, pesant 18 kg, sont entrés en sa possession reste donc incertaine. Cependant, il manque encore une plaque : sur l'un des plateaux en argent, on peut voir l'empreinte d'une grande plaque, qui n'a pas pu être détectée parmi les pièces existantes.

## Composition du trésor

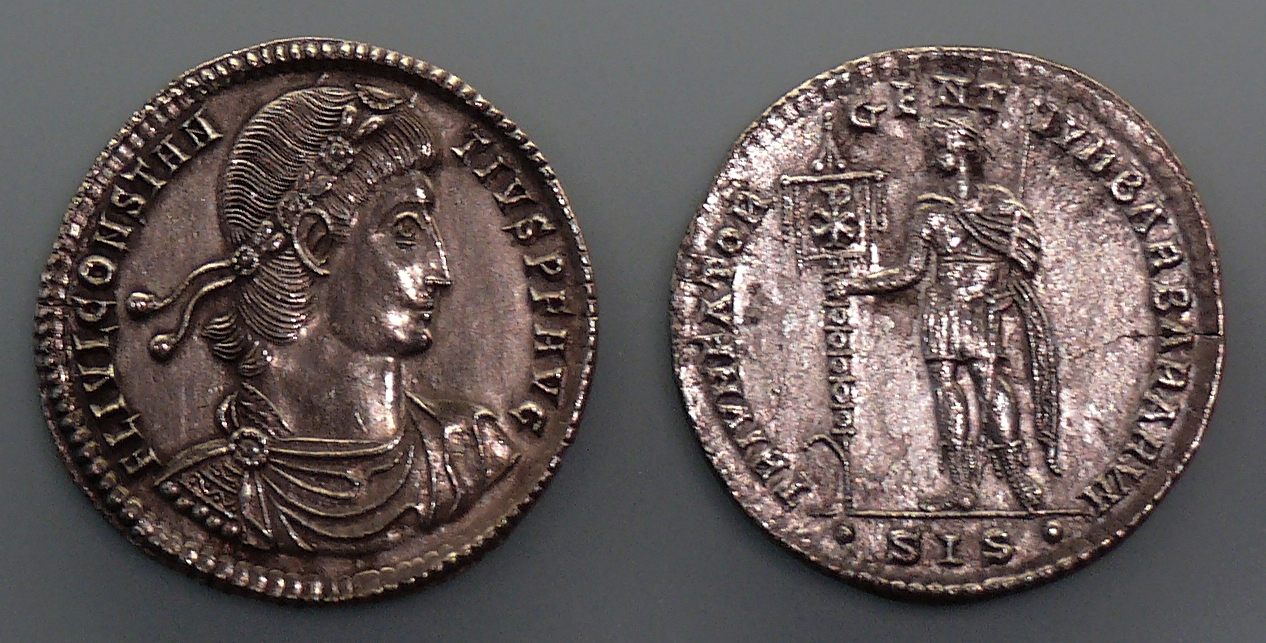
Médaillon d'argent de Constance II (diamètre 40 mm.) à plusieurs exemplaires dans le trésor.

À partir de 1962, 252 pièces sont connues et avec les 18 nouvelles pièces, l'inventaire est de 270 pièces, pesant 58 kilos au total. L'argent utilisé est pur à 92-94 %. Le reste est principalement constitué de cuivre, mais aussi d'or, d'étain, de plomb, de silicium, d'aluminium et de calcium. Le trésor se compose d'une magnifique vaisselle et d'une cuvette de toilettes, d'un trésor de pièces de monnaie de 187 pièces, d'un candélabre, d'une statuette de Vénus et de trois barres d'argent estampées. Plusieurs objets portent des estampilles d'orfèvre, des informations nouvelles et exceptionnelles sur les productions artistiques de l'époque.
Les monnaies sont presque entièrement des deniers d'argent et  des miliarense accompagnés de 17 médaillons d'argent ou multiples, pièces de prestige très rares. Les médaillons portent tous les portraits des trois fils de Constantin Ier : Constant Ier, Constance II et Constantin II. Ces médaillons sont des pièces commémoratives de l'anniversaire de leur règne. Les deniers proviennent de 11 ateliers. La plupart d'entre eux proviennent de pays occidentaux, en particulier de l'atelier de Trèves représenté par 110 monnaies. Le début de la série de pièces est un denier de Dioclétien datant de 294 après J.-C. La fin de la série est un denier Constant Ier de 349 après J.-C. Une barre d'argent porte le cachet de Magnence, datée vers 350 après J.-C., elle pourrait être un donativum de Magnence aux soldats lorsqu'il est devenu empereur. En s'appuyant sur deux citations de la douteuse Histoire Auguste, Instinsky émet l'hypothèse d'un don à un important personnage civil. On remarque qu'aucune pièce n'est frappée par cet empereur. Il n'y a pas de pièces de monnaie datant de l'époque du seul règne de Constance II, ce qui signifie probablement que le trésor a été enterré après l'élévation de Magnence au rang d'empereur en 350 et avant le seul règne de Constance II et la mort de Magnence en 353. 

### Assiette d'Achille

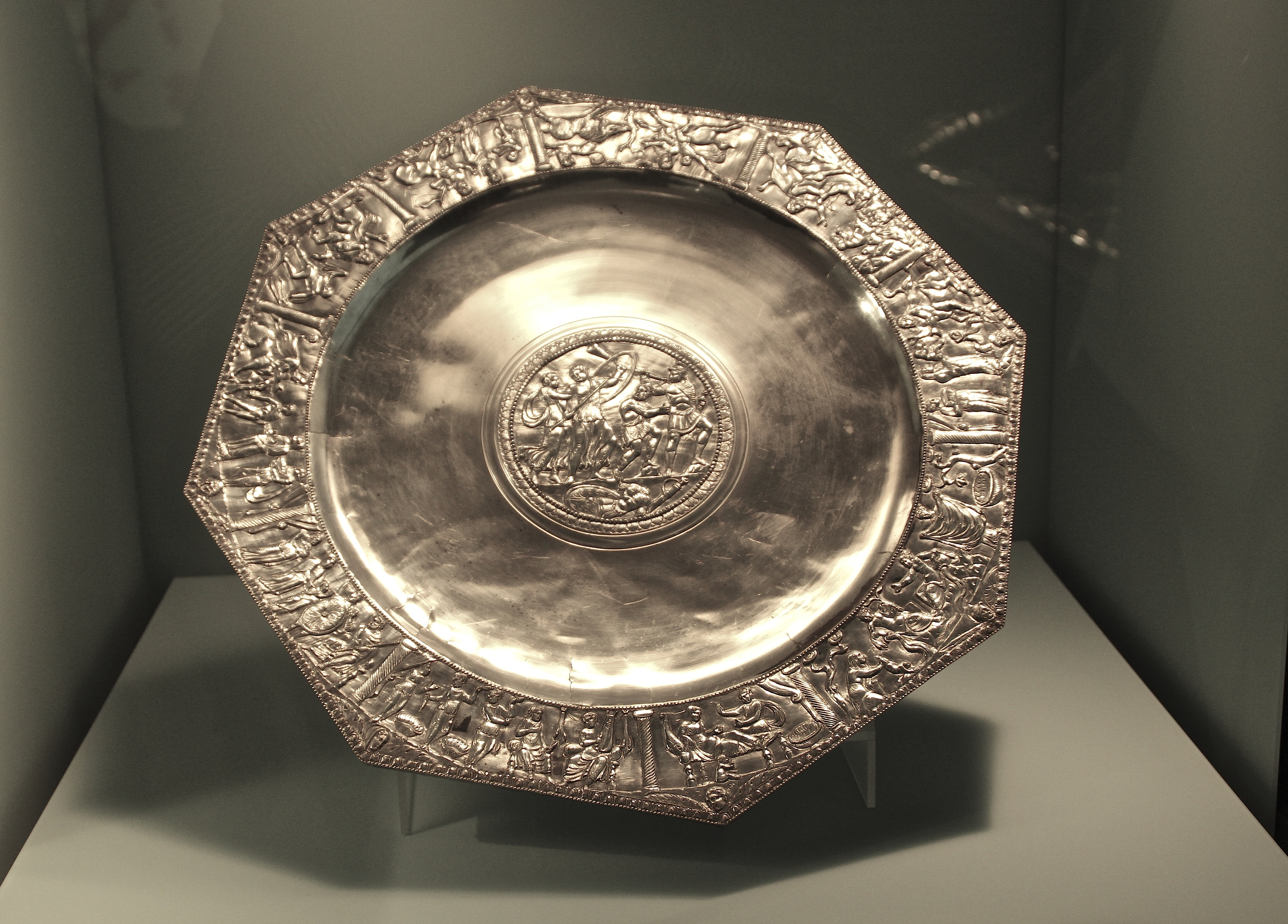
Assiette d'Achille

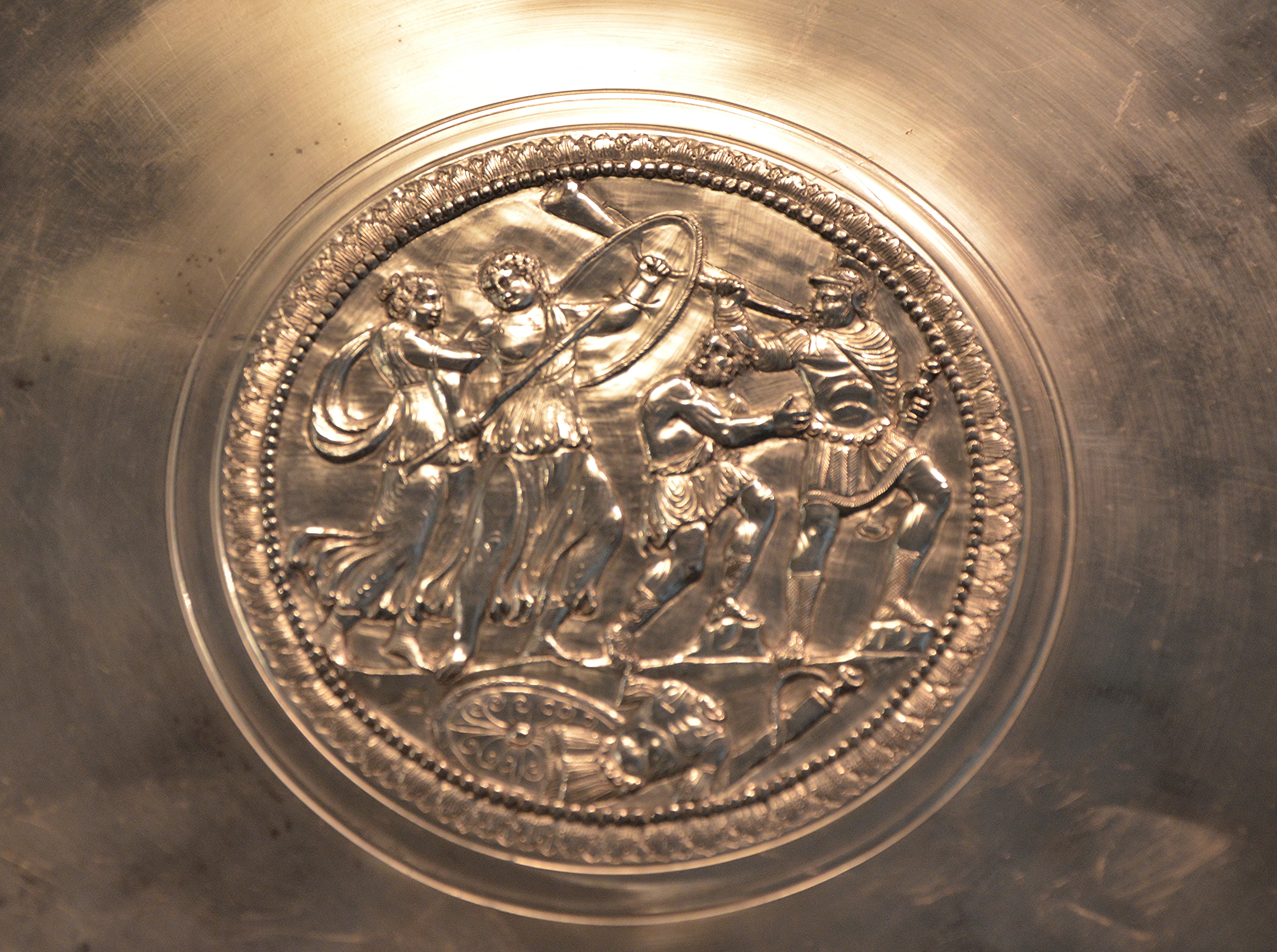
Motif central, Achille découvert sur Skyros.

La pièce principale du trésor est la "plaque d'Achille", une plaque octogonale avec un décor figuratif en relief. En onze scènes, les images montrent des épisodes de la jeunesse d'Achille. Dix d'entre elles sont disposées au bord de la plaque, la scène principale au milieu. Les dix scènes périphériques sont : 
- Naissance d'Achille
- Immersion dans le Styx
- Remise à Chiron
- Nutrition de la moelle osseuse et de l'intestin
- Chasse
- Leçon de lecture
- Leçon de lancer du disque
- Retour à Thétis
- Remise à Lykomedes (en) sur Skyros
- Jouant de la lyre avec Deidameia et ses sœurs

Le décor central représente Achille sur l'île de Skyros, déguisé en fille pour ne pas participer à la guerre de Troie, qui se trahit en s'emparant des armes qu'on lui offre. 
La plaque est constituée d'un plateau en argent forgé et ciselé. Une bague de maintien est attachée au dos. L'œuvre est signée au verso d'une courte inscription grecque et a ensuite été signée par Pausylypos de Thessalonique, artisan auteur de l'œuvre ou patron de l'atelier de production. La plaque d'Achille est le résultat du traitement de l'argent en filigrane au IVe siècle apr. J.-C. En raison de la richesse de ses motifs, la plaque est considérée comme l'œuvre principale de l'ensemble du trésor. C'est l'un des rares objets anciens en argent dont le fabricant et le lieu d'origine sont connus.

### Plat de la ville maritime

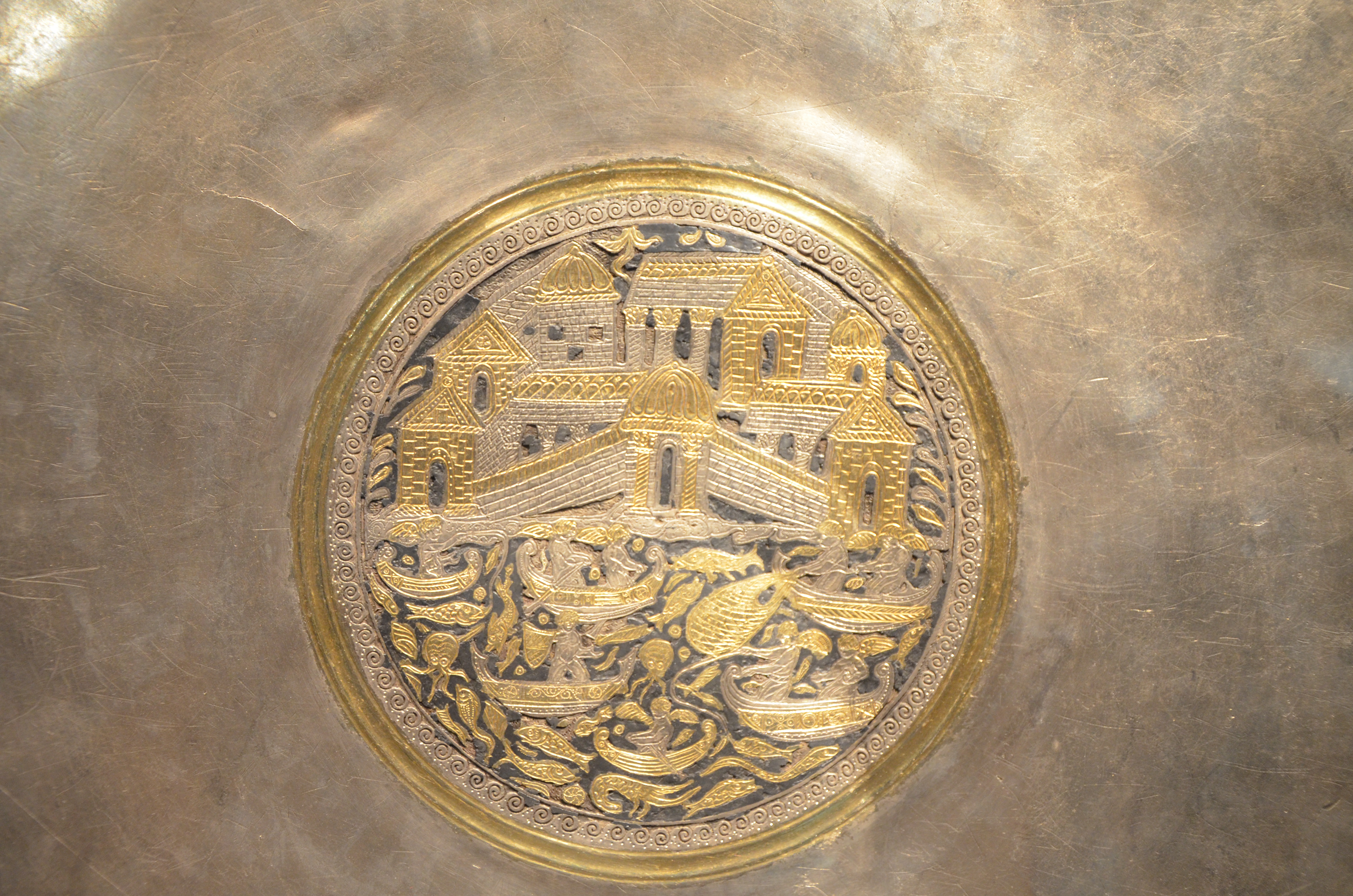
Motif de la ville maritime.

Le plat a un diamètre de 59 cm et a été récupéré par la propriétaire Marie Schmid-Leuenberger avec quatre autres plaques. Il a été endommagé par l'excavateur et a subi des fissures, entre autres, qui ont été réparées lors de la restauration. Il montre l'empreinte de la plaque d'Achille, ce qui indique qu'elle devait se trouver dessus. Les particularités de la plaque sont le médaillon central décoré de nielles et de dorures et le bord. Au centre se trouve un médaillon rond et doré de 16,3 cm de diamètre représentant au registre supérieur un ensemble de bâtiments en pierre de taille en bord de mer, et au registre inférieur des putti pêcheurs  et quelques animaux marins s'ébattent. D'où de nom de "ville maritime" donnée à la plaque , où le bâtiment représenté peut être interprété plutôt comme une villa au bord de la mer. 
La bordure et la décoration du médaillon ont été découpées à l'aide de ciseaux et de burins, puis niellées. Les surfaces ont été chassées. Le poids du plat est indiqué par une inscription en pointillés au dos, à l'intérieur de l'anneau de support. De plus, il y a deux graffitis sur l'assiette. Un opposé au poids "AQVILINI" et un légèrement en dehors de l'anneau "FONT". La plupart des incrustations de nielle ont été perdues dans la marge, mais ont été presque entièrement conservées dans le médaillon central. Le fond de la plaque présente de nombreuses petites rayures, ce qui indique qu'elle a été utilisée pendant une longue période. Il n'était donc pas destiné à être purement décoratif.     
Le bord est divisé en environ huit sections de longueur égale. Les motifs géométriques et les scènes de chasse alternent. Les sections sont divisées axialement, ce qui signifie que les sections géométriques se trouvent sur les axes principaux, comme vu du médaillon. Les scènes de chasse, la "ville portuaire" et les putti de pêche représentent la quête d'un bonheur quasi "paradisiaque" pour les habitants de cette époque. De tels motifs de paysage marin étaient très populaires dans l'antiquité et peuvent être trouvés, par exemple, sur des mosaïques ou sur des lampes en argile.

### Plateau d'Ariane

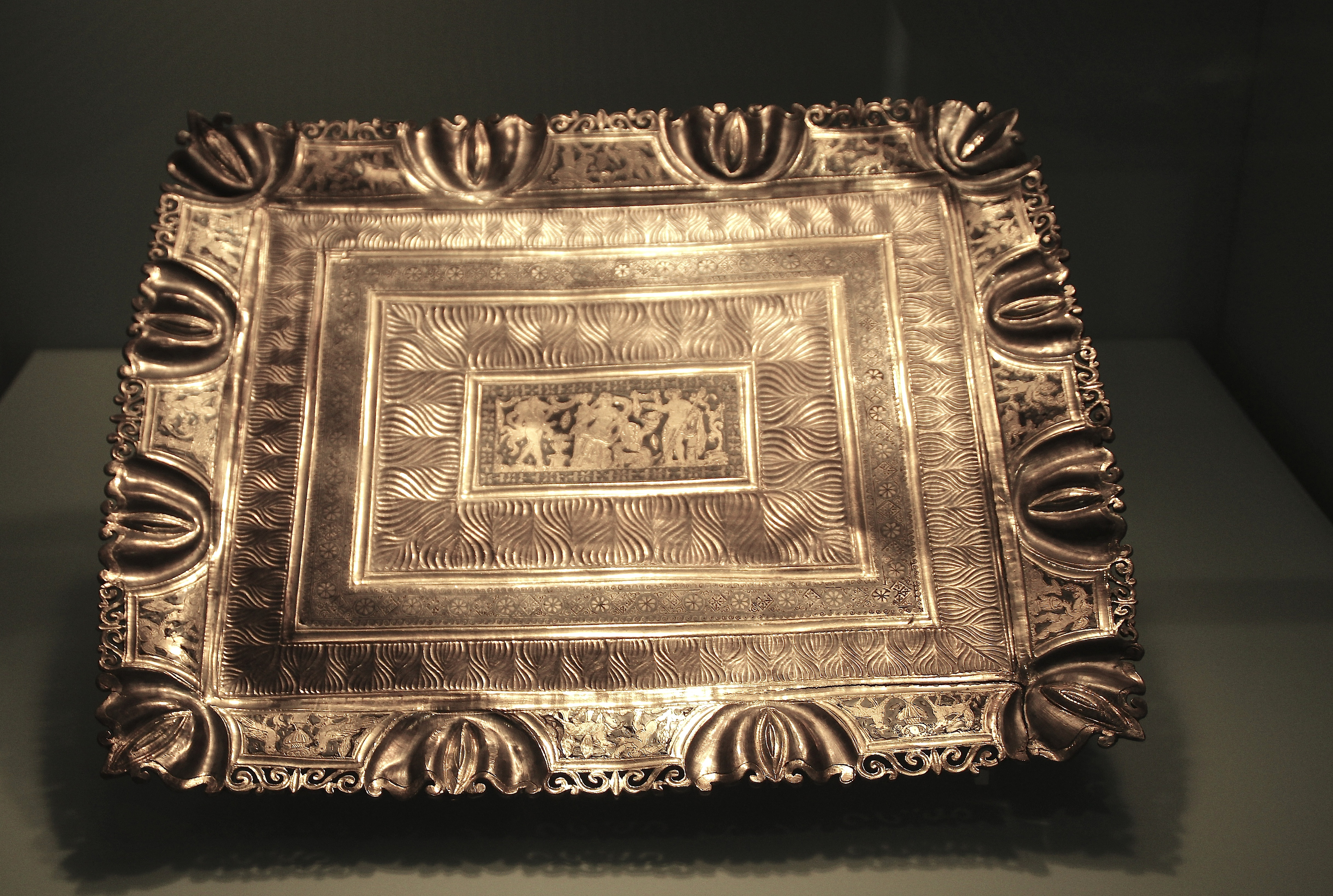
Plateau Ariane

Une autre pièce très élaborée du trésor est ce qu'on appelle le plateau d'Ariane, un plateau en argent avec 13 représentations figuratives plus ou moins différentes sur le bord. L'image du centre montre le dieu du vin Dionysos, sa femme Ariane, une panthère. Les représentations du bord et de l'image centrale sont encadrées par des motifs géométriques. 

### Assiette décennale de Constant
Un autre plat importante du trésor est l' "assiette décennale de Constant", qui fait partie des 18 objets qui ont été ajoutés  par la suite,. La plaque a un poids total de 3076,9 g et un diamètre de 55,8 cm. Le diamètre du médaillon central et de l'inscription est de 14,1 cm. La courbure de la plaque, le bord et le rebord sont forgés et pressés. De part et d'autre, il a été partiellement retourné. L'anneau de base est soudé. L'ornement central, l'inscription et les ornements de bordure sont sculptés et décorés de niello et de dorure. À l'intérieur de l'anneau d'arrêt, on peut lire le poinçon "SANCT P X". Il porte une autre inscription incrustée en niello entre une rainure dorée et le médaillon central : AUGVSTVS CONSTANS DAT LAETA DECENNIA VICTOR SPONDENS OMNIBUS TER TRICENNALIA FAVSTIS, qui signifie autant que l'Auguste Constance, en tant que vainqueur, célèbre d'heureux dixièmes anniversaires, promettant trois fois des présages favorables pour trente ans. Cela signifie que ql'inscription a été émis lors du dixième anniversaire de règne de Constance. Il parle d'avance pour trois autres célébrations de trente ans, soit 90 ans. Il s'agit donc d'une plaque qui peut être datée de l'année 342/343 grâce à l'inscription. Le médaillon central et le bord sont décorés de niello. Sur le bord, des sections géométriques alternent avec des médaillons décorés de façon figurative. Deux rainures dorées entourent les décorations en nielle. Les décorations géométriques du bord sont divisées en 10 sections de longueur égale, alternativement remplies de deux motifs géométriques à répétition infinie et séparées par un buste masculin doré. Un ornement fonctionne avec des cercles décalés placés les uns sur les autres. Sept de ces cercles se forment dans chacune de ces sections et, lorsqu'ils se chevauchent, forment des ovales pointus remplis de vrilles. L'autre ornement fonctionne avec trois formes ovales pointues chacune. Dans l'ovale pointu se trouve un losange rempli de vrilles. Des vrilles avec des palmettes entourent l'ovale pointu ou s'enroulent en cercle. Dix bustes de jeunes hommes séparent les sections. Deux têtes sont inclinées l'une vers l'autre. La partie du buste englobe les épaules et on peut voir une bulle sur certaines d'entre elles. Aucune des têtes ne se ressemble.ce

### Assiette de Romulus
Sous les plaques se trouve une plaque forgée et ciselée avec des rainures circulaires tournées au tour. La plaque est convexe vers l'intérieur. Il a un bord horizontal et un anneau de base. Une gorge et plusieurs rainures décorent le bord. Il a été fortement endommagé par l'excavateur et a été recollé lors de la restauration. Un vieux patch a également été remarqué[Quoi ?]. En soi, la plaque n'est pas spectaculaire. Toutefois, le nom "P ROMVLO" est gravé sur la face inférieure du socle. Seuls deux Romulus de haut rang sont connus aux alentours de 350 : le consul de l'année 343 Flavius Romulus et un Romulus qui était commandant de l'armée de Magnence et qui est mort à la bataille de Mursa le 28 septembre 351. Le consul se retire en tant que propriétaire en raison de son nom de famille[Quoi ?]. Le commandant a peut-être enterré ses objets de valeur avant de partir au combat et ne les a jamais récupérés. Il serait un propriétaire possible. 
Magnence, lors de son usurpation, réussit à éliminer l'un des trois fils de Constantin le Grand, Constant Ier,  et gouverne brièvement la partie occidentale de l'empire. Le commandant susmentionné aurait servi sous Constant puis aurait fait défection en faveur de Magnence. Les pièces de l'époque de Constance et la plaque décennale de Constance le prouveraient.

### Candélabre
L'une des pièces les plus magnifiquement décorées du trésor est un candélabre. Il se compose d'un pied, de deux tiges emboîtées et d'un bougeoir. La hauteur peut être réglée à l'aide d'une goupille de retenue. Étendu sa hauteur est de 117 cm, poussé il est de 78 cm. Son poids, y compris un support en verre acrylique moderne, est de 2608,5 g. La base a été moulée et forgée ; elles sont légèrement anguleuses et pliées vers le bas. Les pieds de support ont ensuite été polis et les parties de la tige ont été soudées ensemble à partir d'une tôle d'argent pliée en hexagone. Des ciseaux et des burins ont été utilisés pour approfondir les ornements. Les ornements sont remplis de niello et partiellement dorés. Comme de nombreuses pièces de nielle sont cassées, vous pouvez voir la surface rugueuse qui a été créée pour que la nielle colle mieux. La dorure a été partiellement réalisée à la feuille d'or. Le capital est constitué de feuilles d'argent ciselées et ciselées. La plaque a été soit ciselée, soit moulée et forgée. Il y a plusieurs graffitis gravés à l'aiguille, comme un "G" sur le pied. Ils peuvent se référer à d'anciens propriétaires et/ou artistes. Le candélabre a été gravement endommagé par une excavatrice ; une palmette a été arrachée au pied et reconstituée. Un deuxième a été endommagé. L'arbre inférieur a été cassé en deux parties et la décoration en niello a éclaté. L'arbre supérieur s'est également cassé en deux parties. Le puits inférieur était également plié. La partie supérieure du candélabre était assez bien conservée, à l'exception d'une légère courbure. Dans l'Antiquité, une cassure sur le fût inférieur était grossièrement réparée avec une plaque d'argent hexagonale de 6 cm de haut. Au cours de ce processus, une section a probablement été perdue ; une partie de la décoration est couverte. À l'extrémité de la tige supérieure, une fracture indique qu'il manque probablement une pièce ici aussi depuis l'Antiquité. 

### Statuette de Vénus
Le trésor d'argent comprend une statuette en argent coulé et ciselé d'environ 12 centimètres. La femme représentée est identifiée comme Vénus par sa nudité et un miroir qu'elle tient dans une main. La fonction de la statuette dans le contexte de la recherche n'a pas encore été clarifiée. 

### Autres d'objets
Le trésor comprend également un bol rectangulaire au motif d'un poisson de 26 cm de long, une simple assiette ronde (46,9 cm) et quelques cuillères en argent. Ils sont divisés en deux catégories, les ligulae et ensuite les cochléaires. Les Ligulae sont de petites cuillères dont les manches sont décorés de têtes d'oiseaux. Les cochléaires sont reliées à la cuillère par un long manche et une pièce intermédiaire en forme de disque. Ce type de cuillère se trouve le plus souvent dans le trésor.

## Signification du trésor
Il ne s'agissait évidemment pas exclusivement de vaisselle, mais de l'équipement d'un officier ou d'un fonctionnaire de haut rang, qui a dû collectionner les pièces pendant des années. Certaines pièces ont été acquises sous forme de largitions, c'est-à-dire de dons impériaux. Cependant, rien ne prouve que le trésor n'appartenait qu'à une seule personne. L'un de ces propriétaires aurait pu être le commandant Romulus susmentionné. Cependant, l'inscription sur la plaque indique seulement qu'elle a appartenu à un homme nommé Romulus. Sur la base des pièces et des barres d'argent, l'enterrement du trésor est daté de la période 350-353 après J.-C. L'une des raisons pourrait être, comme dans la plupart des cas, les tensions politiques intérieures et extérieures. Il convient de noter que le trésor d'argenterie de Kaiseraugst donne un aperçu de l'art de l'argenterie antique tardive en Europe occidentale. Le trésor fait partie de la collection archéologique du canton d'Argovie et est exposé au Musée romain d'Augst. 

## Liens Web
- La page d'Augusta Raurica sur le trésor d'argent